# Jamaame
Jamaame er en tætbefolket by i Jubbada Hoose-provinsen i det sydlige Somalia. Floden Jubba og Jubbadalen ligger umiddelbart vest for byen.